# Harry Lundahl
Harry Ludahl (Helsingborg, 16 ottobre 1905 – 2 marzo 1988) è stato un calciatore e allenatore di calcio svedese, di ruolo attaccante.

## Carriera
Fu capocannoniere dell'Allsvenskan nel 1929 e nel 1930.

## Palmarès

### Giocatore

#### Competizioni nazionali
- Campionato svedese: 2

Helsingborg: 1928-1929, 1929-1930

#### Individuale
- Capocannoniere del campionato svedese: 2

1929, 1930